# 볼프강 쿵켈
볼프강 쿵켈(Wolfgang Kunkel, 1902년 11월 20일 ~ 1981년 5월 8일)은 독일의 법학자 겸 법사학자이다. 제2차 세계 대전 이후의 대표적인 로마법과 로마법사 연구자이다. 나치독일 시기의 행적으로 더욱 더 존경을 얻고 있다. 퓌르트에서 태어나 뮌헨(München)에서 사망했다.

## 경력
쿵켈은 프랑크푸르트와 기센에서 법학과 고전학을 공부하였다. 1924년에 프라이부르크에서 에른스트 레비(Ernst Levy)의 지도 하에 박사학위를 취득하였으며 2년후에는 같은 대학에서 마찬가지로 에른스트 레비 하에 교수자격을 취득하였다. 1928년부터 프라이부르크, 괴팅겐, 본, 하이델베르크에서 로마법 교수를 역임하였다. 1956년부터 1970년 퇴직까지 뮌헨에서 재직하였다. 그곳에서 레오폴트벵어 법제사연구소를 설립하였다. 다수 학술원의 회원이었으며 많은 대학에서 명예박사학위를 받았다.
쿵켈은 교수로서 제자 양성에도 큰 힘을 기울였다.
나찌스 시기에 그는 유대인 교수들에 대한 박해에 대하여 특히 프로이센의 문화장관에게 항의하였다. 특히 유대인이었던 그의 스승 에른스트 레비에게, 다른 많은 교수들과는 다르게 등을 돌리지 않았다. 1936년에는 그를 본 대학교로 초빙하기 위하여 나치에 의하여 해임된 그의 전임자 에버하르트 브룩(Eberhard Bruck)이 큰 힘을 썼다. 전쟁 중에 쿵켈은 징집되어 1943년부터 1945까지 군사법원 고문판사를 역임하였다. 1946년에 그는 쓰기를 자신의 법률적 양심이 책임을 질 수 없는 결정을 한 적이 없다고 하였다.(코잉Coing의 저작 참조) 프리츠 슈투름은 그가 군사법원의 판사로서 불법을 저지할 수 있었다고 한다(슈투름Sturm의 저작 참조. 29 페이지).

## 주요 저작
쿵켈은 무엇보다도 고대 로마법을 연구하였다. 연구에는 법학적인 문제에 대하여 역사학과 고전언어학의 방법론을 사용하였다.
- 볼프강 쿵켈: 로마의 법률가. 출신과 사회적 지위(Die römischen Juristen. Herkunft und soziale Stellung. Unveränderter Nachdruck der 2. Auflage von 1967. Köln u.a. 2001, ISBN 3-412-15000-2)
- 볼프강 쿵켈, 롤란트 비트만: 로마 공화정의 국가체제와 국가실제(Wolfgang Kunkel, Roland Wittman: Staatsordnung und Staatspraxis der römischen Republik. Zweiter Abschnitt. Die Magistratur. München 1995, ISBN 3-406-33827-5) 비트만이 쿵켈의 미완성 유작을 완성하였다.
- 볼프강 쿵켈, 마르틴 셰르마이어: 로마 법제사(Wolfgang Kunkel, Martin Schermaier: Römische Rechtsgeschichte. Köln u.a. 2001, ISBN 3-8252-2225-X)

- 볼프강 쿵켈, 하인리히 혼젤, 테오 마이어말리, 발터 젤프: 로마법(Wolfgang Kunkel, Heinrich Honsell, Theo Mayer-Maly, Walter Selb: Römisches Recht. 4. Auflage. Berlin u.a. 1987, ISBN 3-540-16866-4)